# Дехканабадський калійний завод
Дехканабадський калійний завод — розташоване на півдні Узбекистану підприємство з виробництва калійних добрив.
Завод створили на основі Тюбегатанського родовища калійних солей, видобуток яких організували за допомогою двох ухилів протяжністю 5 км. Вибір на користь ухилів пояснюється тим, що глибина покрівлі соляного пласта в місці їх закладання становить лише 20—25 метрів.
Збагачувальний майданчик, що продукує із сильвінітової руди товарний хлорид калію, розмістили в районі Дехканабаду за три десятки кілометрів на північний схід від копальні.
Потужність першої черги заводу становить 0,7 млн тонн руди на рік, при цьому за умови повної реалізації проєкту планується довести цей показник до 2,1 млн тонн із випуском 0,6 млн тонн товарного хлориду калію. Фактично за період з весни 2010-го по перше півріччя 2023-го видобули 13,3 млн тонн руди та вироблено 3,1 млн тонн готової продукції.
Вода для технологічних потреб подається по трубопроводу із Пачкамарського водосховища.
Будівництво першої черги комплексу, яка стала до ладу в 2010-му, здійснила російська компанія «ЗУМК-Инжиниринг». Вона ж дістала підряд на спорудження другої черги, при цьому під час проведення робіт у 2012—2014 роках розпочався сильний приток води, що потребував проведення аварійних робіт. На думку представників «ЗУМК-Инжиниринг», аварія була викликана недостовірними геологічними даними, а тому витрати на її ліквідацію в сумі 4 млн доларів США мав покрити замовник. Суперечка з цього приводу призвела до зупинки робіт та тривалих судових розглядів, що вийшли на міжнародний рівень.